# Ratsdelft
Der Ratsdelft in der ostfriesischen Stadt Emden ist ein Teil des Emder Hafens.

## Geschichte

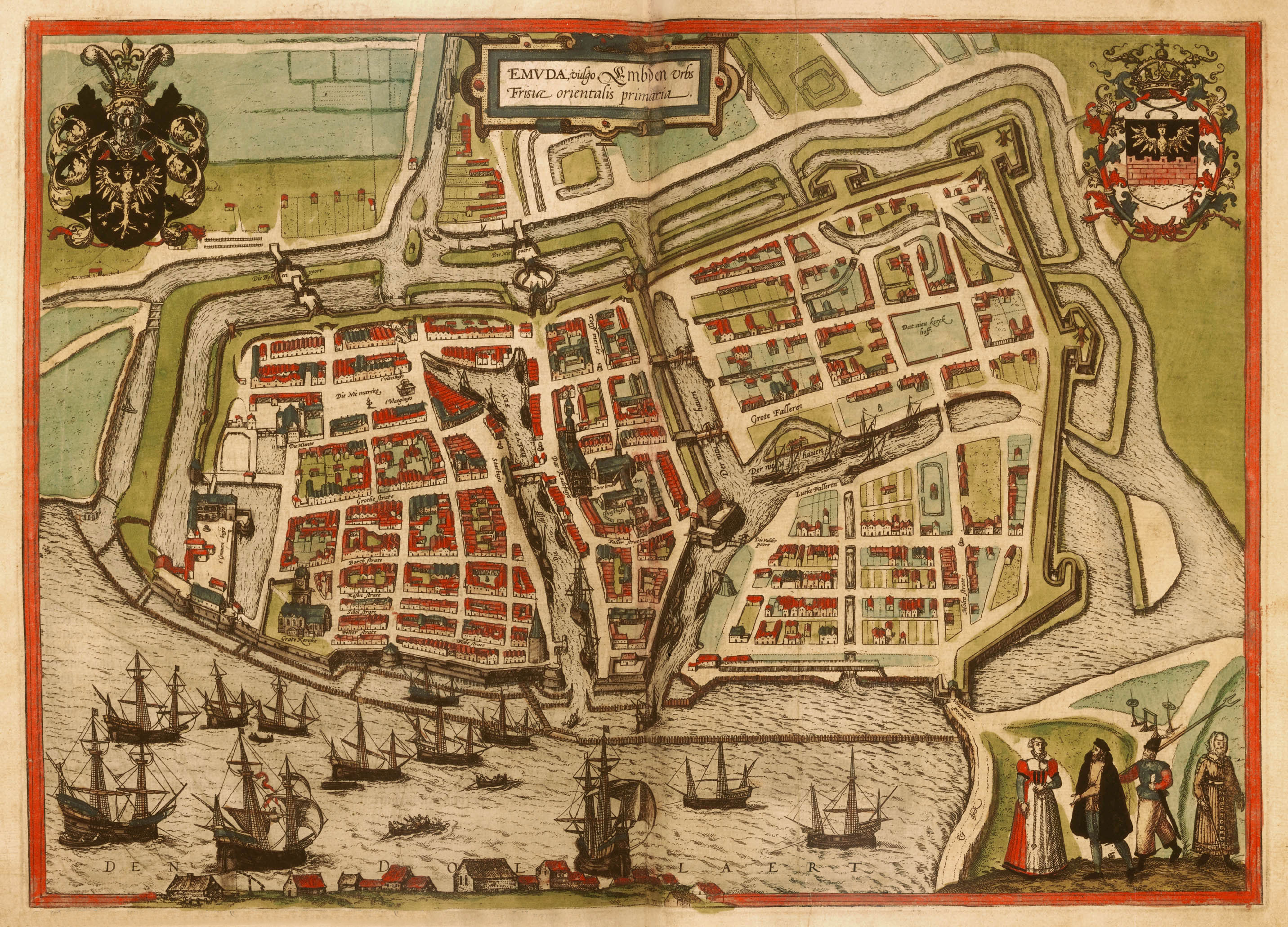
Stadtplan von 1575, in der Mitte der Delft mit der Verbindung zum Alten Graben

Von 800 n. Chr. ab an entwickelte sich an der Mündung des Flüsschens Ehe in die Ems der Delft zu einem stattlichen Hafen. So weist auch das Wort „Delft“ („Graben“ vom Verb delven für „graben“) auf den Ausbau eines natürlichen Gewässers durch den Menschen. Zur Emder Blütezeit beherbergte er mehr Schiffe als das gesamte englische Königreich und gab gerade westfriesischen Schiffern und Händlern eine neue Heimat.
Mitten in der Stadt, direkt am Emder Rathaus gelegen, war der Ratsdelft früher größer und spielte auch nach 1900 noch eine Rolle als Umschlagplatz. Verschiedene Handelshäuser waren hier angesiedelt. Marinemaler wie Willy Stöwer oder der Grafiker Ernst Petrich dokumentieren in ihren Bildern eindrucksvoll das maritime und geschäftige Leben dieses Emder Hafenabschnittes um 1920 und danach.
Bereits im Jahr 1887 wurde der hintere, nördliche Teil des Ratsdelftes mit der Verbindung zum Alten Graben zugeschüttet und dort der Stadtgarten geschaffen, so dass sich der Delft als Wasserarm bzw. Hafenbecken nur noch bis zum Emder Rathaus hinzieht. Dort endet das Hafenbecken mit der damals angelegten Delfttreppe. Nach dem Zweiten Weltkrieg füllten die Bürger den Großteil des Ratsdelfts mit Trümmerschutt aus.

## Heutige Nutzung
Ein Teil des Ratsdelfts wird heute als Liegeplatz für Museumsschiffe genutzt. Im Hafen liegen das Feuerschiff Amrumbank, der Seenotrettungskreuzer Georg Breusing und der Heringslogger Stadt Emden. Die Delfttreppe dient heute als Anlegestelle für Hafenrundfahrten. 
Bei Veranstaltungen, wie den Emder Matjestagen, wird der Ratsdelft auch als Anlegestelle für Traditionsschiffe genutzt.

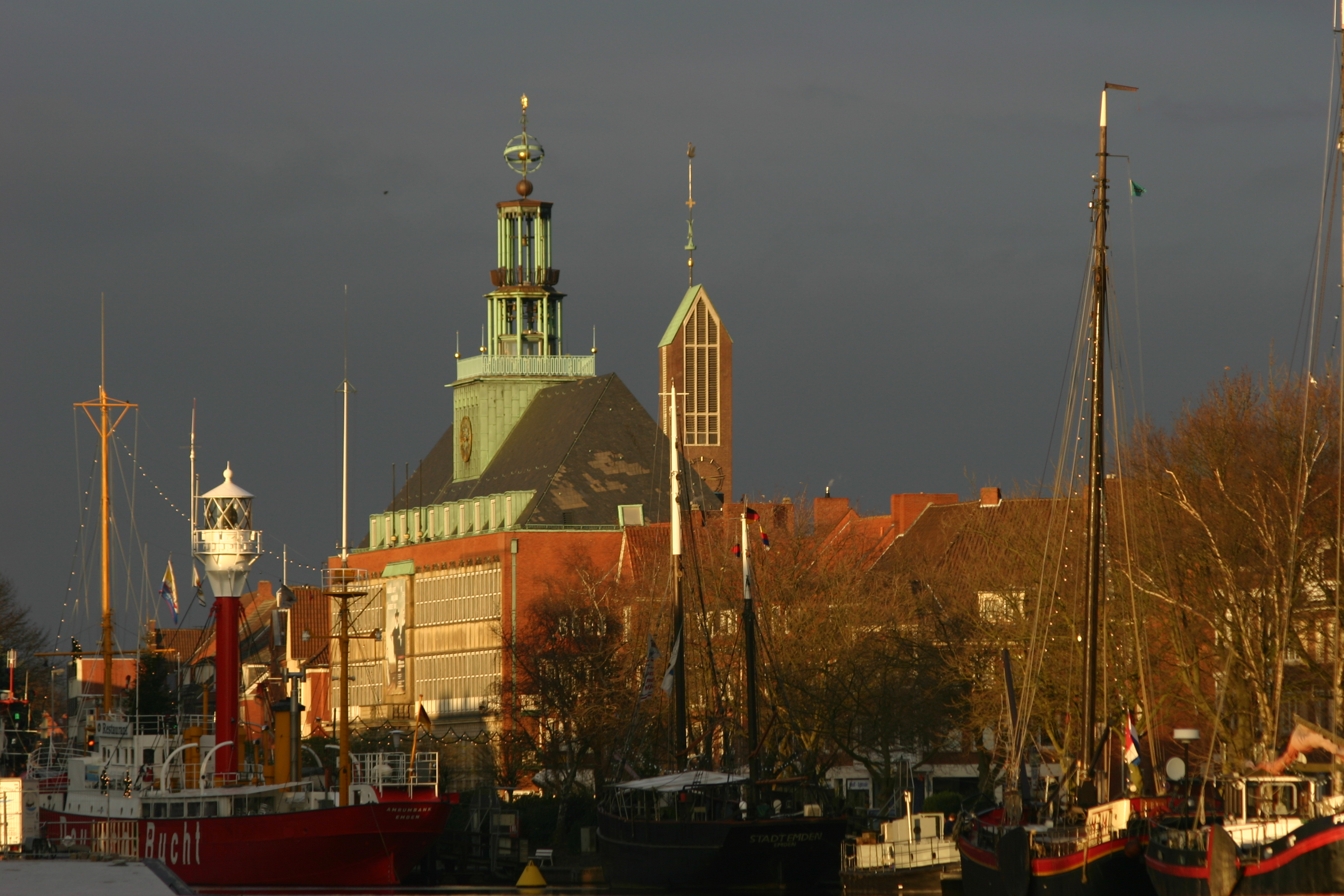
Ratsdelft mit Emder Rathaus
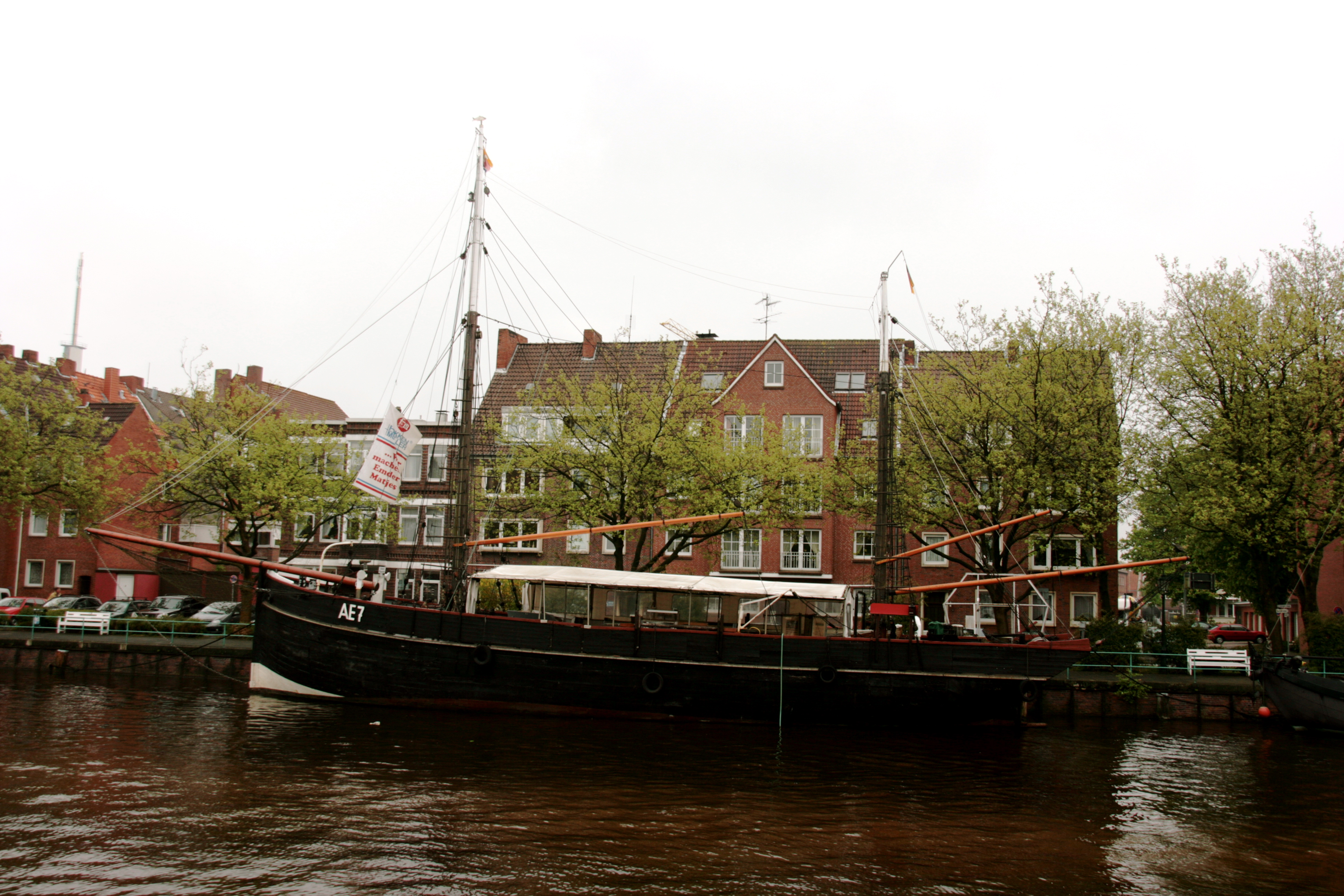
Segellogger Stadt Emden
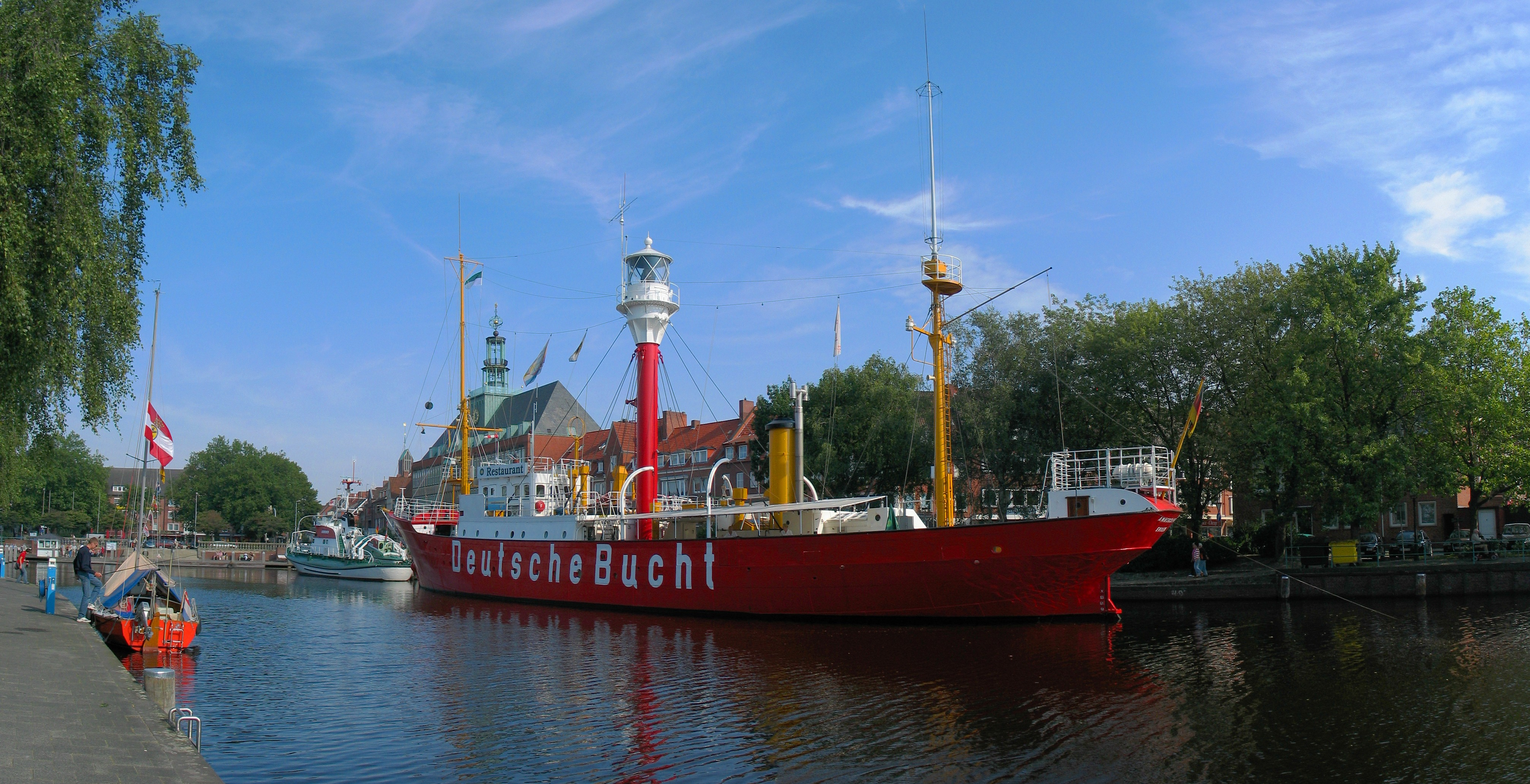
Feuerschiff Amrumbank
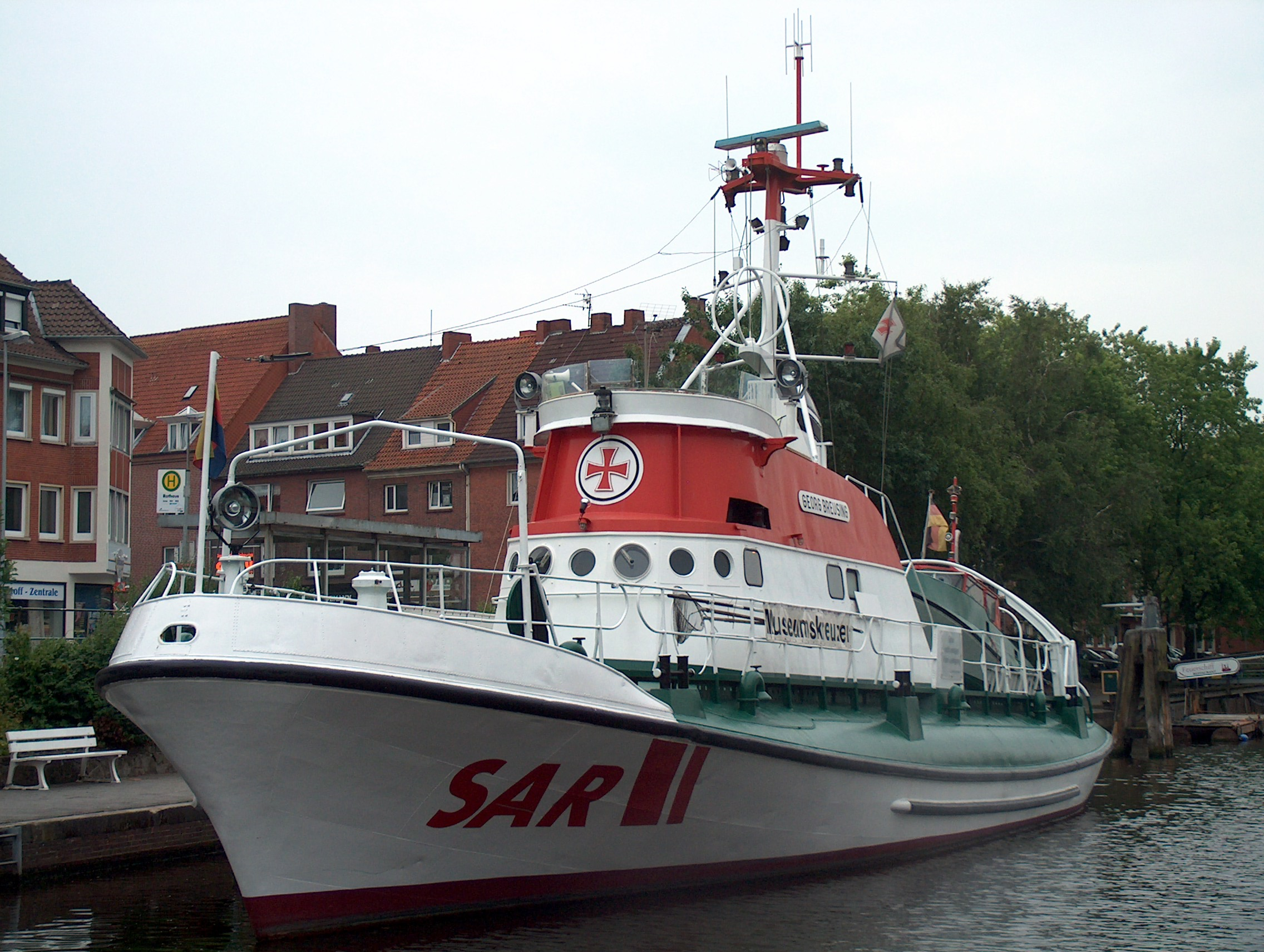
Seenotkreuzer Georg Breusing
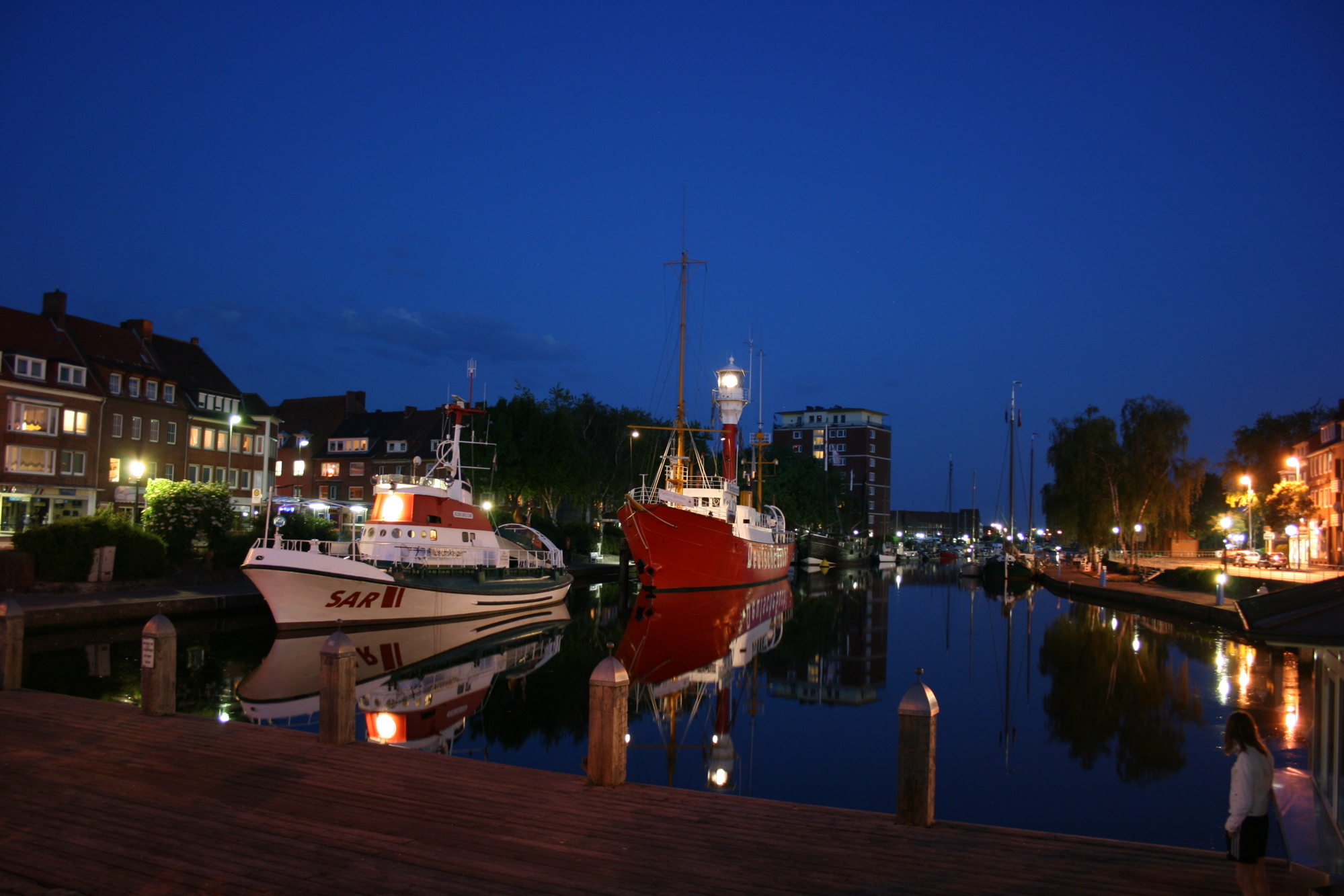
Ratsdelft bei Nacht
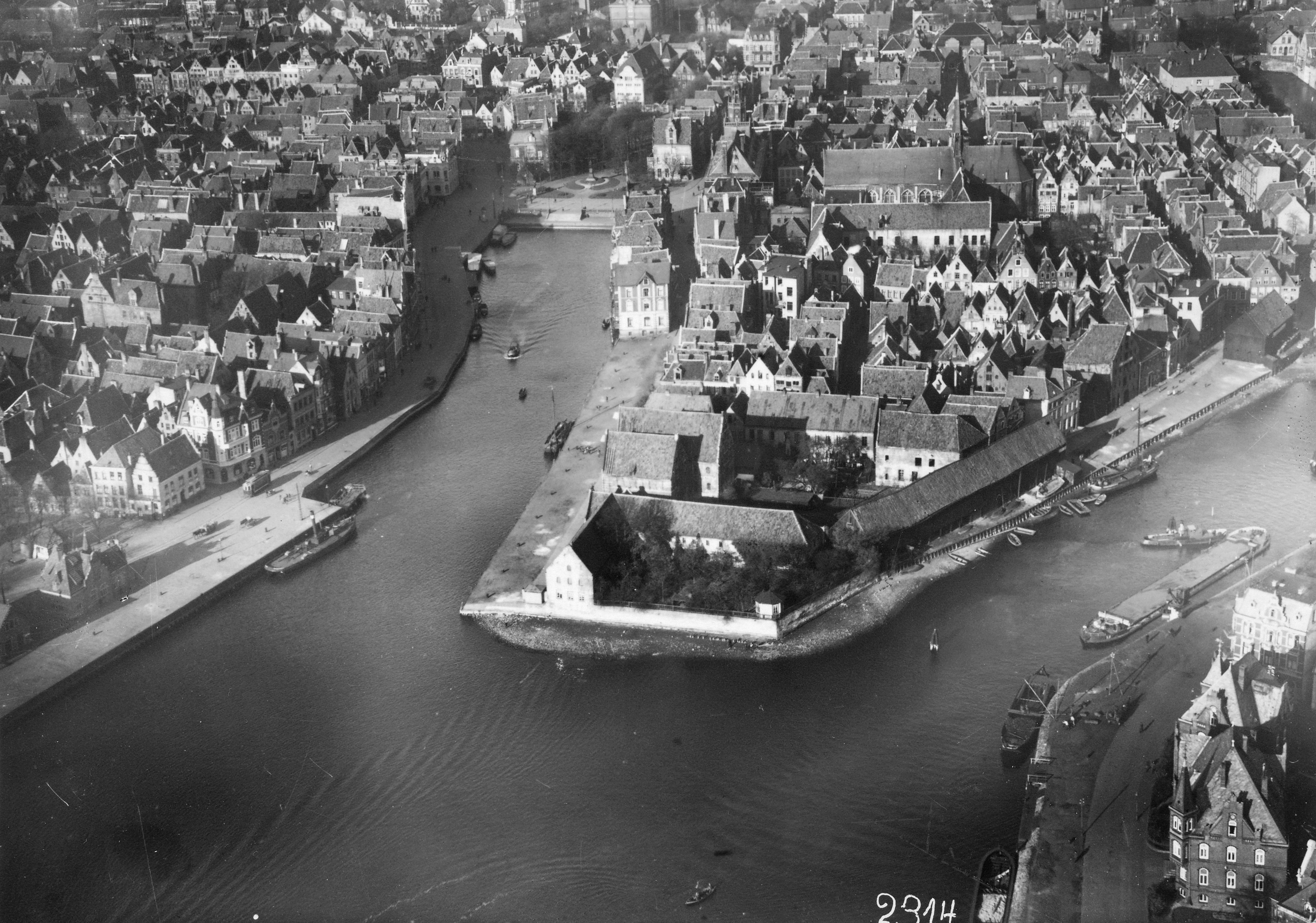
Luftbild 1920